# Jana Chochlova
Jana Vadimovna Chochlova (in russo Яна Вадимовна Хохлова?; Mosca, 7 ottobre 1985) è un'ex danzatrice su ghiaccio russa.

## Palmarès

### Con Fëdor Andreev
| Internazionali        | Internazionali |
| Evento                | 2010–11        |
| --------------------- | -------------- |
| Bavarian Open         | 2°             |
| Golden Spin of Zagreb | 5°             |
| Mont Blanc Trophy     | 2°             |
| Nazionali             |                |
| Campionati russi      | 4°             |

### Con Sergej Novickij

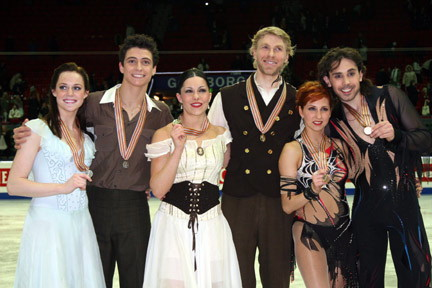
Khokhlova / Sergej Novitskij con gli altri medagliati al Campionato mondiale nel 2008.

| Internazionali                | Internazionali | Internazionali | Internazionali | Internazionali | Internazionali | Internazionali | Internazionali | Internazionali | Internazionali |
| Evento                        | 2001–02        | 2002–03        | 2003–04        | 2004–05        | 2005–06        | 2006–07        | 2007–08        | 2008–09        | 2009–10        |
| ----------------------------- | -------------- | -------------- | -------------- | -------------- | -------------- | -------------- | -------------- | -------------- | -------------- |
| Giochi olimpici invernali     |                |                |                |                | 12°            |                |                |                | 9°             |
| Campionati mondiali           |                |                |                |                | 12°            | 8°             | 3°             | 6°             | R              |
| Campionati europei            |                |                |                |                | 10°            | 4°             | 3°             | 1°             | 3°             |
| GP Finale                     |                |                |                |                |                | 5°             | 5°             | R              |                |
| GP Trophée Eric Bompard       |                |                |                |                | 6°             |                | 2°             |                |                |
| GP Cup of China               |                |                |                |                |                | 3°             |                | 3°             | 2°             |
| GP Cup of Russia              |                |                |                | 7°             |                |                |                | 1°             |                |
| GP NHK Trophy                 |                |                | 6°             |                | 4°             | 2°             | 3°             |                |                |
| GP Skate America              |                |                |                |                |                |                |                |                | 4°             |
| GP Skate Canada               |                |                |                | 6°             |                |                |                |                |                |
| Golden Spin                   |                |                | 3°             |                |                |                |                |                |                |
| Nebelhorn Trophy              |                |                | 2°             |                |                |                |                |                |                |
| Universiadi                   |                | 1°             |                | 1°             |                |                |                |                |                |
| Nazionali                     |                |                |                |                |                |                |                |                |                |
| Campionati russi              | 7°             | 5°             | 4°             | 3°             | 3°             | 2°             | 1°             | 1°             |                |
| Eventi a squadre              |                |                |                |                |                |                |                |                |                |
| World Team Trophy             |                |                |                |                |                |                |                | 5° S (4° P)    |                |
| GP = Grand Prix; R = Ritirati |                |                |                |                |                |                |                |                |                |

### Con Andrej Maksimišin
| Nazionali               | Nazionali |
| Evento                  | 2000–01   |
| ----------------------- | --------- |
| Campionati russi junior | 9°        |